# Sheyenne (Dakota Północna)
Sheyenne – miasto w Stanach Zjednoczonych, w stanie Dakota Północna, w hrabstwie Eddy.